# 埃布兰
埃布兰（法語：Ebring，亦作，法語發音：[ebʁɛ̃]）是法国摩泽尔省的一个旧市镇。1811年，埃布兰并入市镇唐特兰。

## 地理
埃布兰（49°8'N, 6°52'E）位于法国大東部大區摩泽尔省，该省份为法国东北部内陆省份，是洛林的一部分，西南接默尔特-摩泽尔省，东临下莱茵省，北与卢森堡和德国接壤。
埃布兰的时区为UTC+01:00、UTC+02:00（夏令时）。

## 行政
埃布兰的邮政编码为57980。

## 人口
埃布兰于1806年时的人口数量为179人。